# 보체 수용체
보체 수용체(補體受容體, 영어: complement receptor, CR)는 선천성 면역계의 일부인 보체계에 속하는 막결합 수용체이다. 보체 수용체는 항원-항체 복합체나 손상 관련 분자에 대한 반응으로 생성되는 효과기 단백질 조각에 결합한다. 보체 수용체 활성환는 염증, 백혈구 세포외유출, 식세포작용의 조절에 기여한다. 또한 적응 면역 반응에도 기여한다. 다양한 보체 수용체는 고전적 경로, 대체 경로 또는 둘 다에 참여할 수 있다.

## 발현 및 기능
백혈구, 특히 단핵구와 대식세포는 표면에 보체 수용체를 발현한다. 4개의 보체 수용체는 모두 병원체 표면에 코팅된 보체성분 3 또는 보체성분 4의 단편에 결합할 수 있지만, 수용체마다 다른 하류 활성을 촉발한다. 보체 수용체(CR) 1, 3, 4는 식세포작용을 자극하는 옵소닌으로 기능하는 반면, 보체 수용체 2는 보조수용체로서 B 세포에만 발현된다.
적혈구는 또한 보체 수용체 1을 발현하는데, 이는 적혈구가 보체 결합 항원-항체 복합체를 분해하기 위해 간과 지라로 운반할 수 있게 해준다.
| CR #  | 이름                                 | 분자량 (Da, 약)                     | 리간드                                | CD         | 주요 세포 유형a         | 주요 활성 |
| ----- | ------------------------------------ | ----------------------------------- | ------------------------------------- | ---------- | ----------------------- | --- |
| CR1   | 보체 수용체 1                        | 190,000~250,000                     | C3b, C4b, iC3b                        | CD35       | B, E, FDC, Mac, M0, PMN | 면역 복합체 수송(E), 식세포작용(PMN, Mac), 면역 접착(E), 보조 인자 및 붕괴 가속, 2차 엡스타인-바 바이러스 수용체 |
| CR2   | 보체 수용체 2                        | 145,000                             | C3d, iC3b, C3dg, 엡스타인-바 바이러스 | CD21       | B, FDC                  | B 세포 공동활성인자, 1차 엡스타인-바 바이러스 수용체, CD23 수용체                                                |
| CR3   | 대식세포-1 항원 또는 "인테그린 αMβ2" | 170,000 α 사슬 + 공통 95,000 β 사슬 | iC3b                                  | CD11b+CD18 | FDC, Mac, M0, PMN       | 백혈구 접착, iC3b 결합 입자의 식세포작용                                                                         |
| CR4   | 인테그린 알파X베타2 또는 "p150,95"   | 150,000 α 사슬 + 공통 95,000 β 사슬 | iC3b                                  | CD11c+CD18 | D, Mac, M0, PMN         | 백혈구 접착 |
| C3AR1 | C3a 수용체                           | 75,000                              | C3a                                   | –          | Endo, MC, Pha           | 세포 활성화 |
| C5AR1 | C5a 수용체                           | 50,000                              | C5a                                   | CD88       | Endo, MC, Pha           | 세포 활성화, 면역 분극, 화학주성                                                                                 |
| C5AR2 | C5a 수용체 2                         | 36,000                              | C5a                                   | –          |                         | 화학주성 |

a.^ B: B 세포, E: 적혈구, Endo: 내피세포, D: 수지상세포, FDC: 여포성 수지상세포, Mac: 대식세포, MC: 비만세포, M0: 단핵구, Pha: 식세포, PMN: 다형핵 백혈구.

## 임상적 중요성
보체 수용체 발현의 결핍은 질병을 일으킬 수 있다. 보체 수용체의 돌연변이로 인해 수용체 기능이 변화하면 특정 질병의 발병 위험도 증가할 수 있다.

## 같이 보기
- 보체
- 체액성 면역
- 면역계